# Maratus constellatus
Maratus constellatus é uma espécie de aranha identificada em 2020; as suas cores farão lembrar o quadro de Van Gogh "A Noite Estrelada", vindo daí o nome constellatus.. A espécie foi identificada na Austrália ocidental, no Parque Nacional de Kalbarri, medindo pouco menos que 4 milímetros de comprimento total.